# Szent János utca (Brassó)
A brassói Szent János utca (románul: Strada Sfântul Ioan, németül: Johannisgasse) a városerőd egyik északnyugat-délkelet irányú utcája, közel az egykori északkeleti várfalhoz. Nevét az itt található Keresztelő Szent János ferences templomról kapta, mai kialakítását a 16. században nyerte el. Az 1960-as években városrendezési célból az utca egy részét lebontották.

## Története
Ezen a helyen, a jelenlegi Michael Weiss utca nyugati házsora és a később felépített északkeleti városfal között a 14–15. században egy beépítetlen terület volt, melyet magyar nyelvű okmányokban Széles utca néven említenek. Itt épült fel a Keresztelő Szent János ferences kolostor a hozzá tartozó templommal és temetővel együtt. Egyes kutatók szerint a 14. század végén itt állt Zsigmond magyar király udvarháza is. Ahogy a város terjeszkedett, a terület beépült és kialakult a kezdetben Új utcának (Platea Nova – 1486, Dy newe Gas – 1532) nevezett utca. 1540-ben már Szent János utcaként (platea sancti Joannis) említették.
1507-ben egy fogadóról írnak az utcában; ez az első brassói fogadó, melyet említenek a krónikák. A város tulajdonában levő épület négy ágyat, két nagy és három kisebb ágyhelyet, párnákat, lepedőket, padokat biztosított az utazók, kereskedők számára. 1509–1510-ben itt szállt meg a trónfosztott I. Mihnea havasalföldi fejedelem családja.
Az 1689-es és az 1718-as tűzvészben a házak nagy része megsemmisült, közöttük a templom és a kolostor is. A ma látható épületek a 18. század eleje és a 20. század eleje között épültek.
A kommunizmus alatt az utca Majakovszkij nevét viselte. 1963-ban száz méternyi hosszúságon lebontották az északi oldal házait, hogy felépítsék az Aro Palace szálloda új szárnyát és a hozzá tartozó parkolót. 2016-ban egész hosszúságában gyalogos sétálóutcává alakították, 2017-ben pedig megszüntették a parkolót és egy piacteret hoztak létre helyette.

## Leírása
A Kolostor utca és a Kapu utca között húzódik, 300 méter hosszúságban. Ismertebb épületei:
- 7. Ferences templom és kolostor, a késő középkorból származó és 1725-ben újjáépített műemlék épületegyüttes.[8]
- 9. Földszintes épület, itt volt Lauer és Müller bécsi stílusú kávéháza,[9] jelenleg a templom szuvenírboltja.
- 10. Itt lakott Ion Vintilă orvos, és itt nyitotta rendelőjét is. A román-magyar barátság szószólója, 1944-ben Románia Csillaga érdemrenddel tüntették ki.[9] Ebben a házban játszódik Ioana Pârvulescu nagysikerű Inocenții könyve cselekményének nagy része is, mely az író brassói gyermek- és fiatalkorát mutatja be.[10]
- 11. Itt lakott Gheorghe Nica (1792–1870) román kereskedő és iparos, a brassói városi tanács első román nemzetiségű tagja, a brassói román kulturális élet, könyvnyomtatás, iskolák, kórházak, a Román Kaszinó és nyomda bőkezű támogatója. [9] A jelenlegi házat a 20. század elején építették; helyi jelentőségű műemlék.[8]
- 13. A 20. század elején épült neogótikus stílusú ház, Art Nouveau stílusban díszített ablakokkal. Az 1960-as években iskola működött itt.[11]